# Orthogeomys underwoodi
Orthogeomys underwoodi е вид гризач от семейство Гоферови (Geomyidae).

## Разпространение
Видът е ендемичен за Коста Рика.